# Прайм
Прайм (на английски: PRIME) е гама от спортни напитки, миксове за напитки и енергийни напитки, разработени от „Прайм Хайдрейшън“. Марката добива популярност, след като бива рекламирана от Кей Ес Ай и Логан Пол през 2022 г.